# Autobahndreieck Kreuz Oranienburg
Das Kreuz Oranienburg (auch Autobahndreieck Oranienburg; Abkürzung: AD Oranienburg; Kurzform: Dreieck Oranienburg) ist ein Autobahndreieck in Brandenburg in der Metropolregion Berlin. Es verbindet die Bundesautobahn 10 (Berliner Ring) mit der hier beginnenden Bundesautobahn 111 (Kreuz Oranienburg – Dreieck Charlottenburg) und der Bundesstraße 96.

## Geographie
Das Dreieck liegt auf dem Gebiet der Gemeinden Leegebruch und Velten im Landkreis Oberhavel. Es befindet sich rund 25 Kilometer nordwestlich der Berliner Innenstadt und rund fünf Kilometer südwestlich der Oranienburger Innenstadt. Die umliegenden Städte und Gemeinden sind Oranienburg, Oberkrämer, Birkenwerder und Hohen Neuendorf.
Unweit des Dreiecks befindet sich der Naturpark Barnim und die Havel, die von beiden Autobahnen überquert wird.
Das Autobahndreieck Kreuz Oranienburg trägt auf der A 10 die Anschlussstellennummer 31, auf der A 111 die Nummer 1.

## Bauform und Ausbauzustand
Die A 111 ist in Richtung Berlin vierstreifig ausgebaut. Im November 2022 wurde der Ausbau der A 10 und A 24 vom Dreieck Pankow bis zur Anschlussstelle Dabergotz (A 24) fertiggestellt. Damit ist die A 10 bis zum Dreieck Havelland sowie in Richtung Osten sechsstreifig ausgebaut. Die Verbindungsrampen Berlin – Dreieck Havelland (in beide Richtungen) und Berlin – Dreieck Pankow sind zweistreifig, die restlichen Rampen einstreifig ausgeführt.
Die Haupttrasse führt in einem Schwenk nach Südosten und verbindet die von Westen kommende A 10 mit der nach Süden verlaufenden A 111. Ein Abzweig schwenkt nach Norden um und bindet die B 96 nach Oranienburg an.

## Geschichte
Das Kreuz wurde als normale linksgeführte Trompete errichtet und 1982 eröffnet. In den 2000er Jahren baute man dann die B 96 Richtung Norden als Ortsumgehung Oranienburgs. Daher wurde ein Stück östlich des Dreiecks ein neues Kleeblatt errichtet. Die alten Rampen wurden in bzw. aus westlicher Richtung als Tangentenlösung belassen, in Richtung Osten wurden sie durch die Rampen des Kleeblatts ersetzt. Die alte Rampe Süden–Westen wies dank der ehemaligen Rampe Osten–Süden einen ungewöhnlich engen Bogen auf. Dieser wurde im Rahmen des Ausbaus der A 10 in westliche Richtung begradigt und die entsprechende Brücke neu gebaut.

## Verkehrsaufkommen
| Von                  | Nach                   | Durchschnittliche tägliche Verkehrsstärke | Durchschnittliche tägliche Verkehrsstärke | Durchschnittliche tägliche Verkehrsstärke | Anteil Schwerlastverkehr | Anteil Schwerlastverkehr | Anteil Schwerlastverkehr |
| Von                  | Nach                   | 2005                                      | 2010                                      | 2015                                      | 2005                     | 2010                     | 2015                     |
| -------------------- | ---------------------- | ----------------------------------------- | ----------------------------------------- | ----------------------------------------- | ------------------------ | ------------------------ | ------------------------ |
| AS Oberkrämer (A 10) | AD Kreuz Oranienburg   | 50.700                                    | 51.100                                    | 55.300                                    | 14,1 %                   | 13,6 %                   | 14,2 %                   |
| AD Kreuz Oranienburg | AS Birkenwerder (A 10) | 42.500                                    | 42.500                                    | 48.900                                    | 12,1 %                   | 12,3 %                   | 12,8 %                   |
| AD Kreuz Oranienburg | AS Hennigsdorf (A 111) | 43.300                                    | 45.400                                    | 47.100                                    | 07,7 %                   | 09,6 %                   | 08,4 %                   |
| AD Kreuz Oranienburg | OHV Oranienburg (B 96) | keine Daten                               | 22.800                                    | 24.300                                    | keine Daten              | 09,5 %                   | 07,9 %                   |